# The Police Patrol
The Police Patrol è un film muto del 1925 diretto da Burton L. King. La sceneggiatura si basa su un omonimo racconto di A. Y. Pearson.

## Trama
L'agente di pattuglia Jim Ryan si innamora di una sarta, la bella Alice Bennett, solo per rendersi conto qualche tempo dopo che la ragazza è la copia spiaccicata di Dorothy Stone, una nota ladra. Quando il capitano ordina a Jim di arrestare Alice per i crimini di Dorothy, l'agente cerca di fargli capire che sta facendo un grosso sbaglio, ma il suo capo non gli crede.

Sospeso dalla polizia, Jim si ripromette di portare davanti alla giustizia la vera responsabile dei furti, ovvero Dorothy. Usa Alice, che si finge la vera ladra, per impersonarla ed entrare in contatto con la sua banda criminale. Durante uno scontro, Dorothy viene uccisa e Alice rapita. Jim partecipa a un'azione di polizia che libera la sua ragazza ormai scagionata da ogni accusa. I due, adesso, possono finalmente sposarsi.

## Produzione
Il film fu prodotto dalla Gotham Productions.

## Distribuzione
Il copyright del film, richiesto dalla Lumas, fu registrato il 20 luglio 1925 con il numero LP2165.
Distribuito dalla Lumas Film Corporation, il film uscì nelle sale statunitensi il 28 agosto 1925. Venne distribuito in Portogallo il 19 settembre 1927 con il titolo Investigação Policial.

### Conservazione
Copia completa della pellicola (nitrato 35 mm) si trova conservata nell'UCLA Film and Television Archive di Los Angeles.